# 2024 au cinéma
 (2 décembre 2024).
L'article 2024 au cinéma répertorie l'ensemble des événements marquants de l'année 2024, dans le domaine du cinéma.
| Années du cinéma : 2021 - 2022 - 2023 - 2024 - 2025 - 2026 - 2027    |
| Décennies du cinéma : 1990 - 2000 - 2010 - 2020 - 2030 - 2040 - 2050 |

## Festivals
- du 18 au 28 janvier : 40e Festival du film de Sundance ;
- du 24 au 28 janvier : 31e Festival international du film fantastique de Gérardmer ;
- du 2 au 10 février : 46e Festival du court métrage de Clermont-Ferrand ;
- du 6 au 13 février : 30e Festival international des cinémas d'Asie de Vesoul ;
- du 15 au 25 février : 74e Berlinale ;
- du 14 au 25 mai : 77e Festival de Cannes ;
- du 5 au 13 juillet : 23e Festival international du film fantastique de Neuchâtel ;
- du 28 août au 7 septembre : 81e Mostra de Venise  ;
- du 20 août au 28 septembre : 72e Festival international du film de Saint-Sébastien ;
- du 12 au 20 octobre : 16e Festival Lumière à Lyon ;
- France du 20 au 24 novembre : 7e Festival Films courts de Dinan.

## Récompenses

### Oscars
96e cérémonie des Oscars

### Golden Globes
81e cérémonie des Golden Globes

### César
49e cérémonie des César

## Décès
- 4 janvier : David Soul, acteur américano-britannique
- 11 janvier : Laurence Badie, actrice française
- 29 janvier : Sandra Milo, actrice italienne
- 1er février : Carl Weathers, acteur américain
- 12 février : Danièle Hazan, actrice française.
- 13 février : Alain Dorval, acteur français, voix française de Sylvester Stallone, de 1976 à 2024.
- 21 février : Micheline Presle, actrice française
- 29 février : Paolo Taviani, réalisateur italien
- 23 mars : Daniel Beretta, chanteur et acteur français, étant également spécialisé dans le doublage, il a été la voix d'Arnold Schwarzenegger, de 1987 à 2021.
- 25 avril : Laurent Cantet, réalisateur français
- 9 mai : Roger Corman, réalisateur américain
- 18 juin : Anouk Aimée, actrice française
- 20 juin : Donald Sutherland, acteur canadien
- 5 juillet : Yvonne Furneaux, actrice franco-britannique
- 11 juillet : Shelley Duvall, actrice américaine
- 13 juillet : Shannen Doherty, actrice américaine
- 13 août : Élodie Lélu, réalisatrice française
- 14 août : Gena Rowlands, actrice américaine
- 18 août : Alain Delon, acteur français
- 29 août : Jean-Charles Tacchella, réalisateur français
- 9 septembre : James Earl Jones, acteur américain
- 3 octobre : Michel Blanc, acteur et réalisateur français
- 9 octobre : Pierre Vernier, acteur français
- 21 octobre : Christine Boisson, actrice française
- 28 octobre : Paul Morrissey, réalisateur et acteur américain
- 6 novembre : Tony Todd, acteur américain, connu pour le rôle de Candyman.
- 7 novembre : Geneviève Grad, actrice française
- 1er décembre : Niels Arestrup, acteur français